# 洛哈縣
洛哈縣（西班牙語：Cantón Loja），是厄瓜多爾的縣份，位於該國南部，由洛哈省負責管轄，始建於1824年6月25日，面積1,928平方公里，海拔高度2,000米，2010年人口214,855，人口密度每平方公里111.44人。